# 5181 SURF
5181 SURF este un asteroid din centura principală de asteroizi.

## Descriere
5181 SURF este un asteroid din centura principală de asteroizi. A fost descoperit pe 7 aprilie 1989 la Observatorul Palomar de Eleanor Francis Helin. El prezintă o orbită caracterizată de o semiaxă mare de 2,41 ua, o excentricitate de 0,14 și o înclinație de 3,2° în raport cu ecliptica.